# Flagelado
Os flagelados são microorganismos unicelulares que se movimentam através do batimento de flagelos, em latim "Flagellata" que em português significa aqueles que possuem flagelo. São conhecidos também por mastigóforos por pertencerem à Classe Mastigophora do Filo Plasmodroma que por sua vez está incluído no Reino Protista. 
- Locomoção:
  - A locomoção desses protozoários ocorre por batimento de um ou mais flagelos, relativamente compridos e com forma de chicote. Os flagelos também ajudam na captura de alimento e na recepção de estímulos ambientais; alguns flagelados também podem apresentar pseudópodes.
- Nutrição:
  - A maioria é heterótrofos ou seja, precisam comer diversos alimentos para se alimentarem; outros são autótrofos apresentam cloroplastos e fazem fotossíntese o que lhes permite a síntese do seu próprio alimento.
- Forma:
  - As células dos flagelados geralmente têm a forma oval, alongada ou esférica, apresentando um único tipo de núcleo envolvido por uma película rígida chamada carioteca o que os habilita a serem classificados como seres eucariontes.
- Reprodução:
  - Os flagelados se reproduzem normalmente por bipartição divisão binária longitudinal; algumas espécies apresentam reprodução sexual através de singamia ou seja, a fusão de dois gâmetas produzidos por meiose.
- Ecologia:
  - A grande maioria desses protozoários flagelados são de vida livre e não parasitam ninguém, geralmente são saprófitas e fazem a decomposição de matéria orgânica morta, restos de plantas e animais que morreram e fezes de animais que são depositadas no ambiente e assim esses protozoários contribuem de forma muito eficiente com a limpeza do meio ambiente onde vivem. No entanto existem também alguns poucos flagelados que são parasitas responsáveis por algumas doenças graves como a doença do sono e a doença de Chagas causadas por Tripanossomas da Ordem Protomonadida e a giardíase, causada pela espécie Giardia lamblia um flagelado da Ordem Diplomonadida. Por vezes, as condições imunológicas fornecidas pelo hospedeiro não permitem que esses protozoários se espalhem pelo sangue do corpo todo então, para se protegerem das defesas imunológicas do organismo do hospedeiro esses protozoários formam cistos deveras dolorosos nos tecidos vivos desses animais que estejam parasitando.
- Evolução:
  - Na história da evolução da vida, os flagelados foram as primeiras células a apresentarem núcleo organizado envolvido por carioteca. No decorrer da evolução essas células isoladas primeiro se reuniram para formar as primeiras colônias e depois disso nessas colônias passaram a se especializar em determinadas funções orgânicas e por conseguinte nessas colônias primitivas foram originados os primeiros tecidos vivos dos primeiros seres pluricelulares portanto direta ou indiretamente somos descendentes deles. O mais impressionante é que até hoje em dia até mesmo nós os humanos continuamos a utilizar flagelos pois os nossos espermatozoides continuam sendo células flageladas que fazem natação na vagina, no útero e nas trompas de Falópio afins de localizar e fecundar os ovócitos que permanecem imóveis, portanto o uso de flagelos continua sendo de fundamental importância para a locomoção dos gâmetas masculinos, tanto na locomoção dos gâmetas anterozoides que aparecem em alguns vegetais quanto na locomoção dos espermatozoides dos animais que são células flageladas e muito eficientes no processo da fecundação.

## Filo Plasmodroma
- Classificação científica:
- Reino Protista;
  - Filo Plasmodroma;
    - Classe Mastigophora.

### Classe Mastigophora
- Subclasse 1. Phytomastigina
- Subclasse 2. Zoomastigina

#### Subclasse 1. Phytomastigina
Geralmente apresentam cromatóforos sendo a maioria de vida livre.

##### Ordem 1: Chrysomonadina
São protozoários pequenos e solitários, mas podem aparecer em formas coloniais; frequentemente apresentam a forma ameboide com um, dois ou três flagelos. Os cromatóforos que são amarelos ou pardos às vezes são ausentes; não possuem faringe; a nutrição é holofítica ou holozoica; produzem cistos endógenos de sílica. Os principais representantes são: Chromulina; Synura uvella e Uroglena americana, ambas coloniais e vivem em água doce, acaso alguém beba água com estes protozoários, sentirá um sabor desagradável.

##### Ordem 2: Cryptomonadina
São protozoários que não possuem a forma ameboide, são pequenos e ovais geralmente achatados e sempre apresentam dois flagelos; um ou dois cromatóforos amarelos ou pardos ou às vezes ausentes; os holofíticos geralmente possuem faringe. O principal representante é o Chilomonas que é saprofítico de vida livre.

##### Ordem 3: Phytomonadina
Também chamados Volvocales são protozoários pequenos, geralmente solitários, mas podem aparecer em formas coloniais natantes; alguns são envolvidos por membranas de celulose; apresentam dois, 
quatro ou oito flagelos; apresentam citóstoma ou faringe; possuem cromotóforos verdes ou às vezes ausentes; a nutrição pode ser holofítica ou saprofítica, a reserva alimentar é o amido; a maioria é dulcícola, ou seja, vive em água doce. 

Euglena viridis Euglenoidina

 Principais formas solitárias: Chlamydomonas nivalis que aparecem na neve; Hematococcus pluvialis que aparecem repentinamente tornando as águas vermelhas. As principais formas coloniais são: Volvocidae aparecem em água doce; Gonium, se parecem como quadrados de quatro ou dezesseis células; Pandorina com forma globular onde participam dezesseis células; Eudorina formam uma esfera gelatinosa com trinta e duas células na superfície; Pleodorina formam uma esfera gelatinosa maciça contendo 32, 64 ou 128 células; os Volvox formam uma esfera gelatinosa oca com até dois milímetros de diâmetro onde participam da colônia até quinze mil indivíduos.

##### Ordem 4: Euglenoidina
São protozoários com forma alongada, película rígida ou mole, geralmente com um ou dois flagelos em faringe anterior, próxima ao vacúolo contrátil; os cromatóforos podem ser verdes ou ausentes; a nutrição pode ser holofítica, holozóica ou saprofítica; a reserva alimentar é sempre de paramilo; a maioria é de vida livre em água doce. A principal representante é a Euglena, algumas chegam a até 0,5 mm de comprimento; A Astasia é incolor e possui grande mobilidade; o Trachelomonas é grande e apresenta carapaça; o Copromonas aparece nos intestinos de sapos e rãs. Observação importante: Euglenoidina aparece também como protista da Divisão Euglenophyta.

##### Ordem 5: Chloromonadina
São protozoários que apresentam dois flagelos, muitos cromatóforos, ou às vezes nenhum, sem estigma; o alimento de reserva armazenado é a gordura. Principal representante: Gonyostomum.

##### Ordem 6: Dinoflagellata

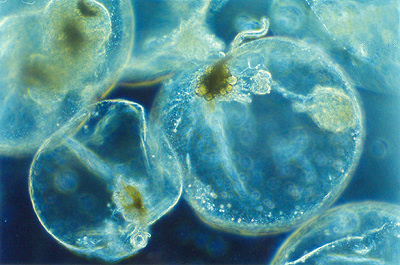
Noctiluca scintillans Dinoflagellata

São protozoários que apresentam dois flagelos em sulcos, um em cintura ao redor do corpo e o outro propulsor; o corpo desses micro-organismos parecem uma armadura feita com duas ou várias placas de celulose; aparecem muitos cromotóforos, pardos, amarelados ou às vezes verdes; muitas espécies são importantes no plâncton marinho, alguns no plâncton em água doce, a maioria é de vida livre, mas alguns poucos são parasitas. Principais representantes: Gymnodinium não possui armadura; o Peridinium e o Ceratium, ambos com armaduras e vida livre em água salgada ou doce; a Noctiluca é esférica com até 2 mm de diâmetro, vida livre e marinha, é luminescente fazendo as ondas do mar brilharem à noite; Gonyaulax vida livre no oceano; Blastodinium parasita nos intestinos e ovos de copépodos. Observação importante: Dinoflagellata aparece também como protista da Divisão Pyrrophyta Classe Dinophyceae.

#### Subclasse 2. Zoomastigina
São protozoários sem cromatóforos e principalmente parasitas.

##### Ordem 1: Choanoflagellina
São protozoários que possuem um flagelo anterior, na base aparece um delicado colarinho, todos de vida livre. Os principais representantes são: Codosiga, possui pedúnculos para se afixarem ao substrato no meio ambiente; a Proterospongia vive relacionada com as esponjas em suas cavidades se parecendo com uma massa gelatinosa dentro da esponja.

##### Ordem 2: Rhizomastigina
São protozoários que apresentam um ou mais flagelos e inclusive apresentam pseudópodos variando em número. Mastigamoeba hylae, vivem nos intestinos de girinos e rãs; os Histomonas meleagris é um parasita que causa a doença cabeça negra em perus e em galinhas e é transmitido pelo contato com um nemátodo Heterakis gallinae.

##### Ordem 3: Protomonadina

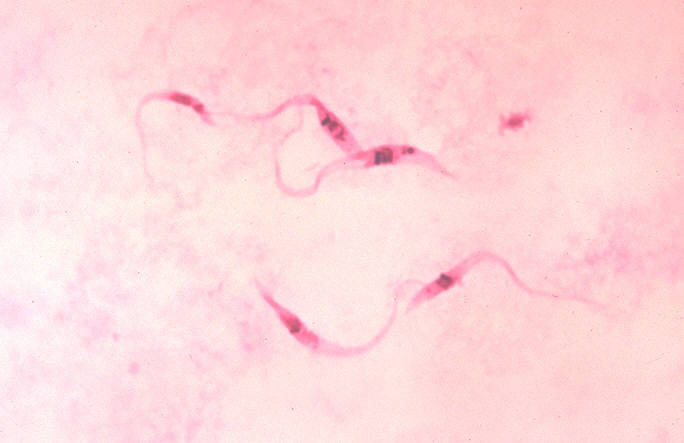
Trypanosoma cruzi Protomonadina

São protozoários que possuem um ou dois flagelos, um a quatro pseudópodos; corpo em formato ameboide; a maioria é de vida livre em água doce e limpa, vivem como saprófitas se alimentando com matéria orgânica em decomposição nas águas. Exemplos de protomonadinas de vida livre e heterótrofos: Oikomonas, Monas, Bodo todos solitários. Exemplos de protomonadinas parasitas ou saprófitas: Herpetomonas parasita no intestino de moscas; Proteromonas parasitas nos intestinos de anfíbios e répteis; Phytomonas é um parasita que ataca nos sucos leitosos de plantas e é transmitido por pulgões parasitas de asclepiadáceas, euforbiáceas, etc.; Trypanoplasma é um parasita transmitido por sanguessugas e aparece no sangue dos peixes; Trypanosoma, são estreitos e finos parecendo folhas que nadam muito bem, aparecem no sangue de vertebrados e são transmitidos principalmente por artrópodos, doença do sono africana, transmitidos pelas moscas tsé-tsé; doença de Chagas, transmitida por percevejos da América do Sul.

##### Ordem 4: Retortamonadina
São protozoários que apresentam dois a quatro flagelos, o citóstoma fica no ventre junto a um flagelo que funciona como um tentáculo adaptado para levar o alimento até o citóstoma. Exemplos de retortamonadinas parasitas: Chilomastix aparece principalmente no intestino de vertebrados.

##### Ordem 5: Diplomonadina
São protozoários geralmente parasitas, possuem uma simetria bilateral perfeita, apresentam quatro pares de flagelos. Principal representante é a Giardia que aparece no intestino de vertebrados, inclusive no homem, os trofozoítos são as formas ativas no hospedeiro, sendo que a forma infetante são os cistos, multiplicando-se no intestino da pessoa infetada.

##### Ordem 6: Oxymonadina
São protozoários com quatro ou mais flagelos tipicamente em dois pares, um par para cada lado, alguns são parasitas, mas outros são comensais como por exemplo: Oxymonas e Phyrsonympha que vivem numa relação de protocooperação contribuindo com a digestão da celulose nos intestinos dos cupins.

##### Ordem 7: Trichomonadina
São protozoários que possuem de quatro a seis flagelos sendo um dobrado para trás e os outros para frente, possuem também uma membrana ondulante, são todos parasitas. Principais representantes: Trichomonas no sistema digestivo e reprodutor do homem e outros animais. O Trichomonas vaginalis causa na mulher coceira vaginal juntamente com corrimento abundante; o Trichomonas foetus causa aborto em vacas; a Devescovina aparece no intestino de cupins aparentemente numa relação de protocooperação.

##### Ordem 8: Hypermastigina
São protozoários que apresentam muitos flagelos, são heterótrofos, os Trychonympha e os Staurojoenina vivem nos intestinos de cupins numa relação de mutualismo colaborando com a digestão da celulose que foi ingerida pelo cupim; Laphomonas aparecem nos intestinos de baratas.

## História dos Flagelados
- Antigamente referia-se ao Filo dos Protozoários. Atualmente o termo protozoário tem sido empregado como uma designação coletiva, sem valor taxonômico. Os antigos Subfilos passaram a ser os atuais Filos.
- A taxonomia dos protistas justifica-se por eles apresentarem características que são variáveis entre plantas e animais e, por vezes singulares. Os flagelados (Flagellata) são classificados na Classe Mastigophora que na antiga classificação pertencia ao Subfilo Plasmodroma do Filo Protozoa incluído dentro do Reino Animal. No entanto com a criação do novo Reino Protista que engloba os protozoários e as algas unicelulares o Filo Protozoa desapareceu, perdeu seu valor taxonômico e seus dois subfilos, Subfilo Plasmodroma e Subfilo Ciliophora ganharam o estatus de Filo e hoje são chamados Filo Plasmodroma e Filo Ciliophora. Pouca coisa mudou porque as classes e as ordens continuam nas mesmas posições que ocupavam antes dessa reforma, apenas os Subfilos se transformaram em Filos. *Atualmente após a criação do Reino Protista, os Flagellata continuam classificados na Classe Mastigophora mas esta Classe agora se situa dentro do Filo Plasmodroma e este Filo agora faz parte do Reino Protista e não mais dentro do Reino Animal como estavam classificados antigamente, portanto a única coisa que mudou foi a transformação do Subfilo Plasmodroma em Filo Plasmodroma que agora pertence ao Reino Protista.
- Os taxonomistas já haviam incluído as divisões de algas unicelulares Crisófitas, Euglenófitas e Pirrófitas do Reino Protista, além disso definiram os termos Phytoflagelatta o mesmo que "fitoflagelados" quando se referem aos flagelados autótrofos que possuem cloroplastos e fazem fotossíntese e, o termo Zooflagelatta o mesmo que "zooflagelados" que se refere aos flagelados que não possuem cloroplastos e não fazem fotossíntese ou sejam, aqueles flagelados heterótrofos que precisam comer para se alimentarem . Outro exemplo do uso desses termos vem de algumas amebas, que em parte de sua vida revertem sua morfologia para formas flageladas ou têm flagelos não-funcionais na superfície de seu corpo e por isso também são chamadas de "zooflagelados" pois são heterótrofos que apresentam flagelos em pelo menos alguma fase de suas vidas.